# Provences tre systrar
Provences tre systrar, eller de tre provensalska systrarna, på franska trois sœurs provençales, är tre cistercienserkloster som byggdes på 1100-talet i Provence under grevarna av Provences styre. Grevarna byggde flera katedraler och kloster i Provences städer men dessa tre byggdes i avlägsnare delar i enlighet med cistercienserordens asketism.
De tre klostren är:
- Sénanqueklostret vid Gordes i Vaucluse, grundat år 1148.
- Thoronetklostret vid Draguignan i Var, grundat år 1160.
- Silvacaneklostret vid La Roque-d'Anthéron i Bouches-du-Rhône, grundat år 1175.